# Vivo cantando
A Vivo cantando (magyarul: Az éneklésnek élek) című dal volt az 1969-es Eurovíziós Dalfesztivál négy győztes dalának egyike, melyet a spanyol Salomé adott elő spanyol nyelven.

## Az Eurovíziós Dalfesztivál
A dal a február 22-én tartott spanyol nemzeti döntőn nyerte el az indulás jogát.
A március 29-én rendezett döntőben a fellépési sorrendben harmadikként adták elő, a luxemburgi Romuald Figuier Catherine című dala után, és a monacói Jean Jacques Maman, Maman című dala előtt. A szavazás során tizennyolc pontot szerzett, mely három másik dallal holtversenyben az első helyet érte a tizenhat fős mezőnyben. Ez volt Spanyolország második győzelme.
A másik három győztes a brit Lulu Boom Bang-a-Bang című dala, a holland Lenny Kuhr De troubadour című dala és a francia Frida Boccara Un jour, un enfant című dala volt.
A következő spanyol induló Julio Iglesias Gwendolyne című dala volt az 1970-es Eurovíziós Dalfesztiválon.
A következő győztes az ír Dana All Kinds of Everything című dala volt.

### Kapott pontok
| YUG                                          | LUX | ESP | MON | IRE | ITA | GBR | NED | SWE | BEL | SUI | NOR | GER | FRA | POR | FIN |   |
| Kapott pontok                                | 1   | 2   |     | 3   | 1   | 0   | 0   | 0   | 0   | 3   | 0   | 1   | 3   | 2   | 2   | 0 |
| A tábla a fellépés sorrendjében van rendezve |     |     |     |     |     |     |     |     |     |     |     |     |     |     |     |   |

## Slágerlistás helyezések
| Slágerlisták (1969) | Lh.* |
| ------------------- | ---- |
| Spanyolország       | 1    |

*Lh. = Legjobb helyezés.